# Punto di rottura
Punto di rottura (Breaking Point) è un film del 1976 diretto da Bob Clark.

## Trama
La famiglia di Michael, testimone di un omicidio, è minacciata da una banda criminale capeggiata dall'assassino; Michael prima si rifugia in Canada ma poi ritorna per farsi giustizia da solo delle aggressioni alla sua famiglia.